# Popa (mareação)
Uma popa é a navegação com o vento a entrar pela popa  da embarcação. Quando o vento entra exactamente pela popa toma então o nome de popa  arrasada . Neste bordo a vela grande é toda folgada não fazendo um ângulo superior a 90 graus com a meia nau. 
Geralmente usa-se o  spinaker (vela balão), em substituição da vela de estai ou mesmo do genoa, o que possibilita uma maior área exposta ao vento.  Alternativamente usa-se a técnica de "borboleta" ou "tesoura", recorrendo à genoa, podendo ou não recorrer-se ao pau de spi, para aumentar a área vélica exposta directamente ao vento.

## Perigos
É considerada uma mareação tranquila quando totalmente controlada, embora possa ser muito perigosa pois a pressão do patilhão  sobre a água é muito pequena ou mesmo nula. Outro aspecto perigoso são as "retrancadas" provenientes de cambadelas inesperadas que podem ser fatais para qualquer marinheiro. Em caso de mudança subita da direcção do vento, mudança de direcção da embarcação por força de correntes ou  guinada no leme pode haver danos sérios, quer materiais, quer pessoais. A cambadela, caracteriza-se pela rápida rotação da retranca, em torno do mastro, de bombordo para estibordo ou vice-versa, descrevendo aproximandamente 180º. 

## Cuidados
Cuidados a ter para fazer este género de navegação:
- Estado de conservação da embarcação;
- Condições meteorológicas (vento, ondas, etc…);
- Estado da tripulação (experiência, condição física e psicológica, número de ocupantes…);
- Quantidade de área vélica;
- Tipo de embarcação.

## Mareações
Mareações são as diferentes posições de um veleiro relativamente à direcção do vento. 
As outras mareações são:
- Bolina - embarcação com vento bastante de frente
- Largo - embarcação com vento lateral